# Master P
Персі Роберт Міллер (англ. Percy Robert Miller; нар. 29 квітня 1970, Новий Орлеан, Луїзіана, США), відомий під псевдонімом Мастер Пі (англ. Master P) у бізнесі використовує ім'я Пі Міллер (англ. P. Miller) - американський репер, актор, підприємець, інвестор, автор, кіновиробник, музичний продюсер, філантроп і колишній баскетболіст. Він є засновником лейбла No Limit Records, який був переімінований в New No Limit Records, потім знову змінив назву на Guttar Music Entertainment і, нарешті, в даний час відомий як No Limit Forever Records. Міллер є засновником та головним виконавчим директором конгломератної компанії P. Miller Enterprises та недовговічної мережі онлайн-телебачення Better Black Television.

## Раннє життя
Персі Роберт Міллер народився і виріс у новоорлеанському нейборхуді Каліопа Проджектс (Calliope Projects). Він найстарший із п'яти дітей у сім'ї. У нього є сестра Жермен і троє братів: Кевін і «платинові» репери Корі (C-Murder) та Вішонн (Silkk the Shocker). Master P навчався у середній школі Букера Ті Вашингтона. Вступивши до Х'юстонського університету, Міллер грав у баскетбольній команді та отримував атлетичну стипендію, але в результаті на першому році навчання перейшов до коледжу Меррітт в Окленді (Каліфорнія) на спеціальність бізнес. Після смерті діда Міллер успадкував 10,000 доларів. Він відкрив музичний магазин у Річмонді (Каліфорнія) під назвою «No Limit Records», який пізніше став основою для його власного лейблу з тим самим ім'ям. 15 лютого 1990 року Master P випустив касету Mind of a Psychopath. Того ж року в Новому Орлеані було вбито його брата Кевіна. Це не тільки не зруйнувало його мрії, а навпаки, збільшило мотивацію стати успішним бізнесменом, змінити своє життя та врятувати сім'ю.

## Музична кар'єра

### Ранні роботи
12 лютого 1992 року виходить дебютний студійний альбом Master P Get Away Clean, за яким незабаром, у квітні 1992 року, пішов другий - Mama's Bad Boy. У 1993 році Master P випустив перший спільний альбом зі своїм гуртом TRU під назвою Who's da Killer?. 18 березня 1994 року виходить третій студійний альбом Міллера The Ghettos Tryin to Kill Me!. 6 червня 1995 року Міллер випустив свій четвертий студійний альбом 99 Ways to Die. У 1995 році Master P і TRU випустили свій третій альбом True, який став першим великим релізом групи після двох незалежних альбомів. Альбом досяг 25-го місця в щотижневому хіт-параді Top R&B/Hip-Hop Albums і 14-го в Top Heatseekers. Альбом був відомий своїм першим синглом і однією з найвідоміших пісень Master P «Im Bout It, Bout It».

### 1995-2000: повернення в Новий Орлеан та основний успіх
У 1995 році Master P переїхав з Річмонда в Новий Орлеан, щоб перемістити No Limit Records з безліччю нових виконавців і попрацювати з місцевими продюсерами з Beats By the Pound. 16 квітня 1996 року Міллер випустив свій п'ятий альбом Ice Cream Man, що містить сингл «Mr. Ice Cream Man<now», який ще збільшив його популярність. 18 лютого 1997 року Master P і TRU випустили альбом Tru 2 da Game. На той час TRU була зменшена до тріо, що складалося з трьох братів Міллерів (Master P, C-Murder та Silkk The Shocker). 2 вересня 1997 року Master P випустив свій проривний альбом Ghetto D. Перші продажі альбому були найвищими зі всіх альбомів Міллера і він став платиновим. В альбомі був сингл «Make Em Say Uhh!», який став найуспішнішим синглом Міллера на сьогоднішній день і став двічі платиновим. Пісня принесла йому номінацію на MTV Video Music Award наступного року за «Найкраще реп-відео», але програла «Gettin 'Jiggy Wit It» Вілла Сміта. 2 червня 1998 року Master P випустив свій сьомий і найбільш продаваний альбом на сьогоднішній день MP da Last Don і випустив однойменний фільм. Альбом дебютував на 1-му місці в чарті Billboard 200, з більш ніж 400,000 проданими копіями за перший тиждень, в результаті було продано більше 4 млн копій. 26 жовтня 1999 року вийшов восьмий студійний альбом Міллера Only God Can Judge Me, він був не такий успішний, як попередній альбом, хоча й досяг золотого статусу. У 1999 році Master P і TRU випустили свій п'ятий альбом Da Crime Family. 28 листопада 2000 року виходить дев'ятий студійний альбом Міллера Ghetto Postage, який був проданий у кількості 500,000 примірників, але він не зрівнявся з його ранніми успішними релізами. Також у 2000 році Master P та його новий гурт 504 Boyz випустили свій дебютний альбом Goodfellas, який досяг 1-го місця в щотижневому хіт-параді Top R&B/Hip-Hop Albums .

### 2001-2005: Новий «No Limit»
На початку 2000-х років, популярність No Limit Records, а також і самого Master P, стала повільно знижуватися. Міллер повторно запустив No Limit Records під назвою New No Limit Records. 18 грудня 2001 року Master P випустив свій десятий студійний альбом Game Face, перший альбом випущений на New No Limit Records, у якого було налагоджено партнерство з Universal Records. У 2002 році 504 Boyz випустили свій другий альбом Ballers. Обидва альбоми високо оцінювалися в хіп-хоп чартах, але незабаром після цього New No Limit почав знижувати популярність. Музичні продажі, а також зміни реєстру та судові процеси змусили New No Limit Records подати заяву про банкрутство 17 грудня 2003 року. 23 березня 2004 року Міллер випустив свій одинадцятий альбом, Good Side, Bad Side, який дебютував на 1-му рядку в чарті Billboard Independent Albums і був проданий у кількості 300,000 екземплярів. У 2005 році Master P і TRU випустили свій останній альбом The Truth.

### 2005-2007: «Guttar Music»
У 2005 році Master P та його син Ромео Міллер (aka Maserati Rome або Lil Romeo) створили незалежний лейбл Guttar Music Entertainment. 26 квітня 2006 року Master P випустив свій дванадцятий студійний альбом Ghetto Bill. У цьому ж році Master P і 504 Boyz випустили свій останній альбом під назвою Hurricane Katrina: We Gon Bounce Back, присвячений жертвам урагану Катріна. У 2007 році Master P випустив спільний альбом із сином Ромео під назвою Hip Hop History, який був проданий тиражем 32,000 примірників по всьому світу.

### 2010-наш час: «No Limit Forever» та поточні роботи
6 грудня 2010 року було оголошено, що Master P вирушив у новий тур під назвою "No Limit Forever International" зі своїм братом Silkk the Shocker та сином Ромео. 8 лютого 2011 Міллер взяв участь на треку репера Gucci Mane «Brinks». Це була його перша записана пісня за чотири роки. На початку 2012 року Master P почав залучати на свій лейбл нових талантів з вулиць. 16 листопада 2011 року Master P випустив свій перший мікстейп і перший сольний проект за більш ніж 6 років під назвою «TMZ (Too Many Zeros)». 2 серпня 2012 року було оголошено, що Міллер працює над своїм тринадцятим студійним альбомом Boss of All Bosses. 
16 січня 2013 року Master P випустив свій другий офіційний мікстейп під назвою «Al Capone» як промоушен для свого альбому «Boss of All Bosses». Потім 12 лютого 2013 року він випустив свій перший мікстейп-колаборацію під назвою «New World Order» зі своїм новим гуртом «Louie V. Mob», до якого входять він сам, Alley Boy та Fat Trel. 6 серпня 2013 року Master P випустив свій третій офіційний мікстейп під назвою Famous Again як промоакцію для свого альбому Boss of All Bosses, в ньому взяли участь Maserati Rome, Silkk The Shocker, Dee-1, Young Louie, Play Beezy, Gangsta, Howie T, Клайд Карсон, The Game, Chief Keef, Fat Trel, Alley Boy, Problem, Wiz Khalifa, Tyga і Кріс Браун, продюсерами виступили 1500 & Nothin, Young Bugatti, Schneider, The Composer та JB. 6 грудня 2013 року Master P випустив свій тринадцятий альбом під назвою The Gift.
5 січня 2015 року Міллер випустив свій другий спільний мікстейп під назвою We All We Got з його новим гуртом Money Mafia, до якого увійшов він сам, його син Ромео, Ace B, Young Junne, Eastwood, Gangsta, Play Beezy, Calliope Popeye, Flight Boy та продюсер "No Limit Forever" Blaq N Mild. Крім того, мікстейп також включав сюрприз - участь відомого новоорлеанського репера Lil Wayne на треку «Power». 27 листопада 2015 року Master P випустив свій чотирнадцятий альбом Empire, from the Hood to Hollywood, в якому взяли гостьову участь Krazy, Lil Wayne, Maserati Rome, Money Mafia, Ace B, Blaq N MilD, Fame-O та Luccianos . Альбом випущений на No Limit Forever Records і Globy House Records.
6 січня 2017 року Master P випустив шостий спільний мікстейп We All We Got разом з No Limit Boys.

## Бізнес-кар'єра
Крім репу Master P також успішно працював як підприємець та інвестор. Він розвинув бізнес-імперію вартістю 250 млн. доларів, що охоплює широкий спектр галузей. Будучи бізнесменом, Міллер був відомий своєю ощадливістю, зниженням бізнес-витрат і високою рентабельністю. Його прониклива ділова хватка дозволила йому отримати прибуток від одного підприємства для наступного. Міллер був одним із перших реперів, які помітили та скористалися роздрібним потенціалом музичної індустрії. Як інвестор Master P був одним із перших реперів, які побудували бізнес та фінансову імперію, інвестуючи у широкий спектр ділових та інвестиційних підприємств із різних галузей. З тих пір він інвестував мільйони доларів, які він заробив на своїй компанії No Limit, в туристичне агентство, торгову марку Foot Locker, нерухомість, акції, кіно, музику, телевиробництво, виріб іграшок, компанію сексу по телефону, одяг, телекомунікації, ювелірну лінію, автоаксесуари, видання книг та журналів, автомобільні диски, франшизи фаст-фудів та бензоколонки. Його спортивне агентство No Limit Communications, спільне підприємство з гуру маркетингу Джуаном Едгертоном, досягло успіху. Конгломератна компанія Міллера No Limit Enterprises стала фінансовим центром. Його компанія з управління інвестиціями в нерухомість та управління нерухомістю «PM Properties», розташована в Новому Орлеані, контролює понад 100 об'єктів нерухомості в Сполучених Штатах. Згідно з журналом Black Enterprise, No Limit Enterprises заробила 110 млн доларів тільки в 1998 році. Цей рівень успіху надихнув інших реперів на розвиток різних бізнес-підприємств та інвестицій. Міллер також має свою лінію енергетичних напоїв Make Em Say Ughh!. У листопаді 2010 року Master P заснував у Новому Орлеані мережу кабельного телебачення «Better Black Television», ставши першим репером, який створив телемережу.
Репери історично більше орієнтувалися на артистичний та гламурний бік музики, приділяючи дуже мало уваги бізнес-інвестиціям та фінансовим аспектам. Все це змінилося в 1996 році, коли Master P підписав контракт на музичне розповсюдження з Priority Records, в якому No Limit Records зберіг 100% володіння їх основними записами і 85% своїх продажів, в той же час надавши Priority 15 % в обмін на виробництво та поширення, що дозволило No Limit отримувати прибуток від майбутніх продажів, таких як каталоги та перевидання. Master P продовжував заробляти сотні мільйонів доларів від цієї угоди. Крім того, Міллер винайшов безліч інноваційних методів маркетингу. У той час як традиційна модель маркетингових записів полягала в тому, щоб витрачати мільйони доларів на дорогі відео та радіотрансляції, Міллер не мав такої розкоші. Будучи незалежним артистом, він мав знайти спосіб продавати, збувати та створювати платинові записи з обмеженим бюджетом. Він був відомий тим, що підтримував авансові бізнес-витрати та підвищував рентабельність. Він почав продавати касети з багажника своєї машини у кожному великому та маленькому місті Америки, де був потенційний попит на його музику. Він роздавав безкоштовні зразки людям із дорогими автомобілями та просив їх включати свою музику по всьому кварталу. Цей метод партизанського маркетингу на вуличному рівні заклав основу створення більшої фан-бази на майбутнє. Після підписання угоди з Priority, Міллер почав бізнес-модель великого обсягу, що дозволяє якнайчастіше записувати якомога більше треків. Master P перехресно просував усіх своїх артистів та їх альбоми усередині обкладинок своїх альбомів. Він також використовував ручну та піксельну графіку та теми, натхненні мафією, щоб зробити свій альбоми, що виділяються за допомогою фотошопу. Міллер випускав по 20 пісень на альбомі, тоді як більшість альбомів містили 15 або менше, оскільки він зрозумів, що покупці хочуть більше за власний кошт. Він перетворив своїх артистів на схожих на персонажів коміксів Marvel, а не просто реперів. Він використав недорогі відеоролики для просування своїх артистів і перехресно рекламував альбоми, використовуючи фільми, і навпаки, зв'язавши їх загалом. Образ бренду та особистість стали важливішими, ніж просто якість музики. Звукозаписні лейбли Міллера продали 75 млн записів у результаті його інноваційних стратегій маркетингу та брендингу.
Як засновник і генеральний директор No Limit Entertainment Міллер свого часу керував бізнес-імперією, до якої увійшли його конгломерати No Limit Enterprises, No Limit Records, Bout It Inc. , No Limit Clothing, No Limit Communications, No Limit Films, No Limit Sports Management, PM Properties та Advantage Travel. Master P представляв колишнього раннінбека НФЛ Рікі Вільямса, коли він був задрафтований Нью-Орлеан Сейнтс, проте угода була оцінена ESPN як найгірший контракт для гравця в історії НФЛ. Він також керує музичною, кіно- та телекар'єрою свого сина, зірки репа Lil Romeo, а також поп-зірки Форрест Ліптон та репера Gucci Mane. Міллер був також виконавчим телевізійним продюсером шоу Nickelodeon Як запалювати, в якому брала участь його дочка Сімфонік та співавтором серіалу Ромео!, в якому знімався його син Ромео.

### Статки
У 1998 році Міллер посів 10-е місце в списку журналу Forbes з 40 найбільш високооплачуваних конферансье Америки, з передбачуваним доходом 56,5 млн доларів. У 2009 році він заробив понад 661 млн, ставши найвисокооплачуванішим хіп-хоп виконавцем у світі на той час. У 2013 році Forbes оцінив статки Міллера майже в 350 млн доларів, що було на той час третім місцем серед діячів хіп-хопу.

## Інша діяльність

### Кіно та телебачення
З 1997 року Master P часто з'являвся у повнометражних фільмах та фільмах категорії Direct-to-video, а також на телевізійних шоу. У 1999 році Міллер взяв участь у Чемпіонат світу з рестлінгу, де він очолював команду The No Limit Soldiers у битві з командою Курта Хенніга The West Texas Rednecks. Master P також знімався у серіалі Ромео! разом зі своїм сином Ромео для дитячої мережі Nickelodeon з 2003 по 2006 роки. Він також був учасником другого сезону шоу Танці зі зірками, замінивши Ромео, який вибув через травму. Міллер танцював у парі з Ешлі Дельгроссо і отримав загальний бал 8 із 30 за їхній пасодобль, найнижчий бал в історії шоу. Він був виключений четвертого тижня.
Master P став першим репером, який створив мережу кабельного телебачення «Better Black Television» (або BBTV011, яке призначалося для пропаганди позитивних повідомлень та контент афроамериканської культури). Мережа була запущена у 2009 році. У керівництво увійшли Дензел Вашингтон, Дерек Андерсон із «Шарлотт Бобкетс», DJ Kool Herc та Бо Дерек . У рамках проекту BBTV Master P та Ромео об'єдналися для участі у дитячому мультфільмі «Gee Gee The Giraffe». Шоу виявилося позитивним, освітнім та розважальним контентом для афроамериканських дітей.

### Кар'єра у професійному баскетболі
У 1998 році Міллер приєднався до «Форт-Уейн Ф'юрі», який виступав у Континентальній баскетбольній асоціації (CBA), після того, як співробітник No Limits попросив головного тренера команди дати своєму босові шанс на перегляд. За словами тренера, Міллер був «тим, що піддається навчанню і нетерплячим», але не підходив для НБА.
Міллер був у списку тренувального табору клубу НБА «Шарлотт Хорнетс» протягом десяти днів у січні 1999  . Його запросили на прохання батька гравця «Хорнетс» Рікі Девіса. Він набрав 7 очок у внутрішньокомандній грі  і відіграв вісім хвилин у двох показових іграх, перш ніж 1 лютого був виключений зі складу. Міллер стверджував, що грав добре, але його відрахували, тому що його реп-тексти були надто образливими.
У 2004 році Міллер грав за клуби Американської баскетбольної асоціації (ABA) «Лас-Вегас Раттлерс» та « Лонг-Біч Джем».
Він брав участь у Матчі знаменитостей НБА у 2008 (17 очок)  та 2017 роках.

### Книги
1 вересня 2007 Міллер випустив свою першу книгу під назвою «Гарантований успіх» (Guaranteed Success).

## Конфлікти

### «Brick to a Million»
У треку Master P з Fat Trel і Alley Boy «Brick to a Million», Міллер вимовив слова, які багато хто інтерпретував як дис на Кані Уеста і Ліл Уейна. Він каже: «Нові н**ери носять сукні, по**й, я не боюся звертатися до них. Генгста-н**ери на скейтбордах? Я знаходжуся вдома, зриваючи ї**ні спинки ліжка. Справжні н**ери, піднімайтесь» (New n**gas wearin' dresses — f**k it, I ain't scared to address it. Gangster n**gas на skateboards? I'm at the house breakin' motherf***in' headboards. Real n**gas stand up).
Під час інтерв'ю на радіо Power 106, Master P пояснив неправильність сприйняття його тексту, заявивши, що він не звертався до цих репер зокрема: «Це не дис, я ніколи не робив дисів. Я просто почуваюся в хіп-хопі, ми повинні дотримуватись того, чи будемо ми реальними чи ні. Як я вже сказав, я просто звертаюсь до того, що бачу. Чесно кажучи, ця пісня не була ні про кого з хіп-хопу, але я думаю, що люди сприймають слова, бо хочуть. Це був один із цих хлопців, які працювали на радіостанції і не вірили в мене, він сказав, що для мене скоро все закінчиться. Він катався на скейтборді та мав невелику міні-спідницю. Це новий чувак у бізнесі, і він сказав мені, що мені все закінчено».
Master P, який за чутками мав проблеми з Cash Money Records, у той день також сказав ще, що якщо репери ображаються на пісню, може їм варто переосмислити свій вибір. Але він наполягав на тому, що він не має біфів з жодним з них. «Якщо ви почуваєтеся винним у чомусь, то про це вам потрібно поговорити із самим собою» - сказав він. «Я маю усвідомити, що ми дійсно з вулиці. Якби справді була ворожнеча, була б проблема, але у мене була любов до Baby та Lil Wayne. Вони родом звідти, звідки і я. Це завжди було змагання. Усі хочуть бути найкращими».

### 50 Cent
У 2007 році під час інтерв'ю у 50 Cent запитали, чому він, на відміну від Master P і Chamillionaire, не припинив лаятись у своїх піснях. Репер відповів: «Ці хлопці не продають альбоми». Коли йому сказали, що Chamillionaire має платинову платівку, 50 Cent відповів: «Ну, нехай записує госпел, якщо він такий, чорт забирай, праведний. Я пишу тексти з матом за власним бажанням, а не за вказівкою. По-перше, існує зацензурована версія для тих, хто не хоче його чути».
Chamillionaire висловив свою незацікавленість у цьому інтерв'ю, сказавши, що «він тут не для ігор». Master P заявив: «Коментар Кертіса Джексона мотивував мене. У світі багато незрілих людей. Опра Вінфрі абсолютно права, ми повинні вирости і нести відповідальність за свої дії. Я профінансував перший тур Кертіса Півднем. Він тоді був скромним хлопцем. Мета більшості артистів полягає у продажу альбомів. Моя ж — допомогти врятувати та змінити життя».

## Музичний стиль
Master P відомий своїм глибоким голосом, агресивними висловлюваннями, красномовством та його оповідальними римами, присвяченими бідності, соціальній несправедливості, наркоманії та наркобізнесу, жорстокості поліції та надії. Міллер також відомий своїми мелодіями, що легко запам'ятовуються.

## Нагороди та визнання
У 1999 році Master P отримав премію "Улюблений реп/хіп-хоп артист" на American Music Awards.
В 2005 Міллер посів 36-е місце в списку «50 найбільших хіп-хоп артистів» за версією музичного телеканалу VH1. 29 вересня 2008 сингл Master P «Make Em Say Uhh!» зайняв 94-е місце у списку «100 найбільших хіп-хоп пісень» за версією VH1.
Кабельний телеканал BET поставив Міллера на 28-е місце в списку «Найвпливовіших реперів усіх часів». BET також згадав його як одного з «25 впливових чорних музичних виконавців».

## Особисте життя

### Філантропія
Міллер заснував молодіжні центри та фонд харчування для безпритульних. 12 липня 2005 року Віллі Херентон-мол., мер Мемфіса (штат Теннессі) вручив Міллеру ключ від міста. 27 квітня 2010 року Master P разом зі своїм сином Ромео був нагороджений Свідоцтвом про спеціальне визнання від члена Конгресу Максін Уотерс.
У листопаді 2016 року Роберт Пак та Master P сформували команду «HOPE NOLA» (що розшифровується як «Допомагаємо нашим гравцям виділиться». До складу входять 20 осіб віком від 12 до 15 років, обраних зі шкіл Нового Орлеана.

### Сім'я
У 1989 році він одружився з Сонею, з якою у нього семеро дітей. Вони розлучилися у 2014 році. Його брати також репери і його колеги, Silkk The Shocker та C-Murder.

### Політика
Наприкінці 2007 року Міллер брав активну участь у політиці. Він був прихильником кандидатури сенатора Іллінойса та наступного президента США Барака Обами . 30 грудня 2010 року було оголошено, що Міллер та його син Ромео будуть присутні на заході Мішель Обами у боротьбі з ожирінням.
29 травня 2022 року Міллер повідомив, що його дочка Титяна Міллер померла у віці 25 років.

## Дискографія
Студійні альбоми
- Get Away Clean (1991)
- Mama's Bad Boy (1992)
- The Ghettos Tryin to Kill Me! (1994)
- 99 Ways to Die (1995)
- Ice Cream Man (1996)
- Ghetto D (1997)
- MP da Last Don (1998)
- Only God Can Judge Me (1999)
- Ghetto Postage (2000)
- Game Face (2001)
- Good Side, Bad Side (2004)
- Ghetto Bill (2005)
- The Gift (2013)
- Empire, from the Hood to Hollywood (2015)
- Louisiana Hot Sauce (2016)

## Фільмографія

### Фільм
| Рік  | Назва                      | Роль                        | Примітки |
| ---- | -------------------------- | --------------------------- | -------- |
| 1997 | I'm Bout It                | Перрі МакНайт               | Video    |
| 1998 | The Players Club           | Хлопець                     |          |
| 1998 | I Got the Hook Up          | Блек                        |          |
| 1998 | MP da Last Don             | Ніно                        | Video    |
| 1999 | Дурний                     | Квентін 'Fifty Dollah' Вейс |          |
| 1999 | No Tomorrow                | Maker                       |          |
| 2000 | Hot Boyz                   | 'Моу'                       | Video    |
| 2000 | Взлом                      | Бред                        |          |
| 2000 | Викрасти за 60 секунд      | Джонні 'Джонні Бі'          |          |
| 2000 | Lockdown                   | Clean Up                    |          |
| 2000 | 911                        |                             | Video    |
| 2001 | Popcorn Shrimp             | Crip                        | Short    |
| 2002 | Незаперечний               | Gat Boyz Rapper 1           |          |
| 2002 | Похмурий сум               | 'Маньяк'                    |          |
| 2003 | Death of a Dynasty         | самого себе                 |          |
| 2003 | Hollywood Homicide         | Джуліус Армас               |          |
| 2003 | Дуже страшне кіно 3        | самого себе                 |          |
| 2003 | Bad Bizness                | Містер Карлсон              | Video    |
| 2004 | Still Bout It              | Перрі МакНайт               | Video    |
| 2004 | Decisions                  | Піті                        | Video    |
| 2006 | Repos                      | 'Ті'                        | Video    |
| 2006 | God's Gift                 | Попс                        | Video    |
| 2006 | Don't Be Scared            | Грег                        | Video    |
| 2007 | Paroled                    | Великий Ел                  |          |
| 2007 | Uncle P                    | Дядько P                    |          |
| 2007 | Black Supaman              | Бернард-молодший            | Video    |
| 2008 | Soccer Mom                 | Уоллі                       |          |
| 2008 | Internet Dating            | Трей                        | Video    |
| 2009 | The Mail Man               | Роб                         |          |
| 2010 | Toxic                      | Ангел                       |          |
| 2011 | Knock Knock Killer         | 'Pimp P'                    |          |
| 2017 | Killing Hasselhoff         | Дел Торо                    |          |
| 2017 | Destruction: Los Angeles   | Джей Джонс                  |          |
| 2018 | Never Heard                | Джейсон                     |          |
| 2019 | I Got the Hook Up 2        | Блек                        |          |
| 2021 | Never and Again            | Бос                         |          |
| 2021 | The Christmas Dance        | Брат Мур                    |          |
| 2021 | #Unknown                   | Лео Роукінс                 |          |
| 2022 | Short Track Saturday Night | Рекс Аллен                  |          |
| 2023 | King of the South          | самого себе                 |          |